# Чурчелауребі
Чурчелауребі (груз. ჭურჭელაურები) — село в Грузії.
За даними перепису населення 2014 року в селі проживає 73 особи.